# Valeriana hadros
Valeriana hadros är en kaprifolväxtart som beskrevs av Graebner. Valeriana hadros ingår i släktet vänderötter, och familjen kaprifolväxter. Inga underarter finns listade i Catalogue of Life.